# 小行星4259
小行星4259（英語：4259 McCoy）是一颗围绕太阳公转的小行星。1988年9月16日，舒爾特·巴斯在托洛洛山发现了此天体。
这颗小行星的绝对星等为18.90111等。